# 徐賡陛
徐賡陛，清朝政治人物。
光绪七年（1881年），擔任清朝廣州府南海縣知縣。后由張琮接任。